# Lorch (Badenia-Wirtembergia)

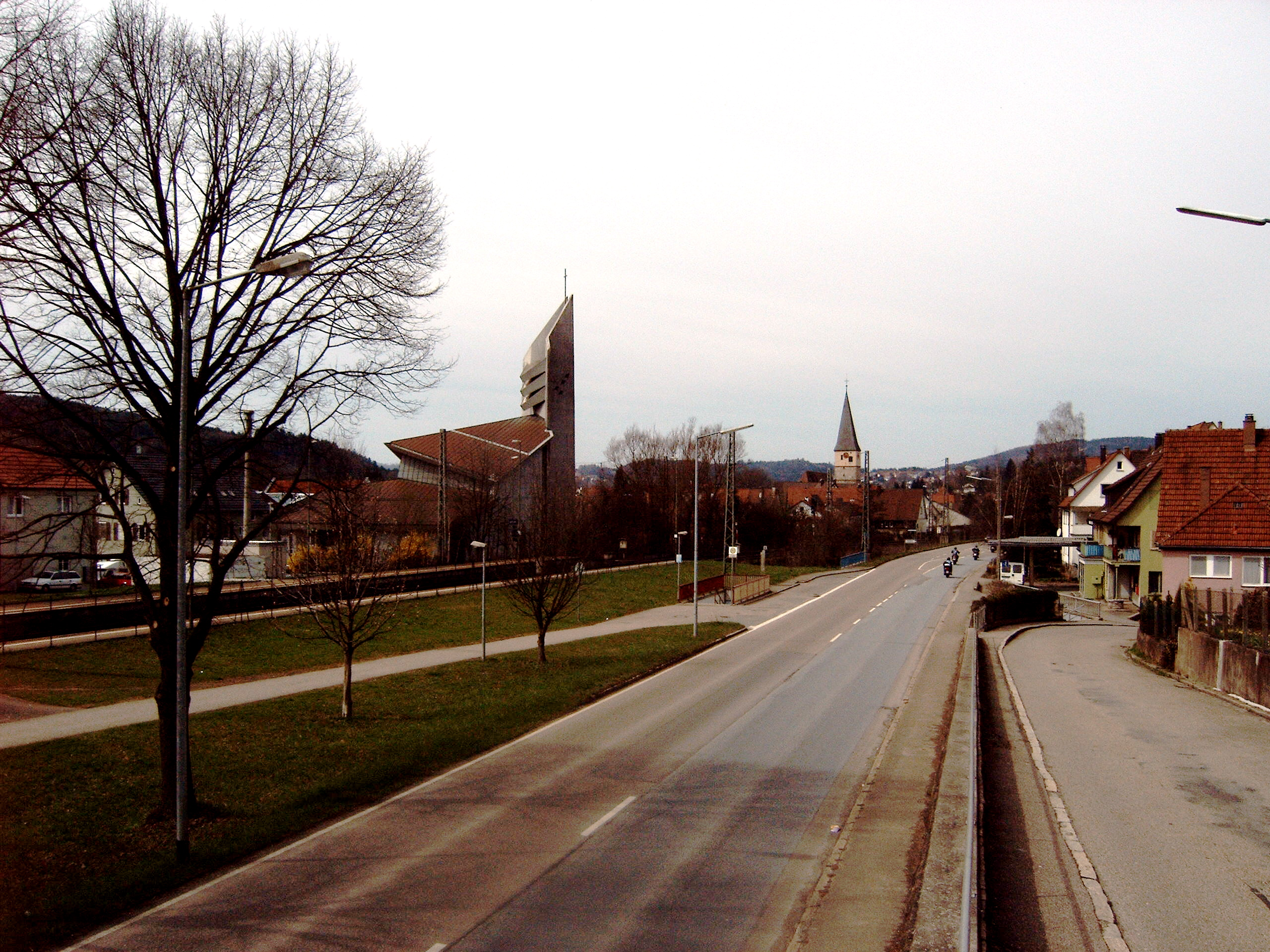
Lorch

Lorch – miasto w Niemczech, w kraju związkowym Badenia-Wirtembergia, w rejencji Stuttgart, w regionie Ostwürttemberg, w powiecie Ostalb. Leży nad rzeką Rems, ok. 30 km na zachód od Aalen, przy drogach krajowych B29, B297 i linii kolejowej Aalen–Stuttgart.